# Mislete
Em (М, м) este o literă a alfabetului chirilic, reprezentând o consoană /m/ doar dacă este înaintea unei vocale palatalizante ,caz în care reprezintă /mʲ/. Este derivată din litera grecească miu (Μ, μ).